# Новоселівка (Черкаський район)
Новосе́лівка — село в Україні, у Черкаському районі Черкаської області, підпорядковане Будищенській сільській громаді. У селі мешкає 84 особи. Відстань до міста Черкаси становить близько 26 км і проходить автошляхом Р10.

## Населення

### Мовний склад
Рідна мова населення за даними перепису 2001 року:
| Мова       | Чисельність, осіб | Доля     |
| ---------- | ----------------- | -------- |
| Українська | 81                | 96,43 %  |
| Російська  | 3                 | 3,57 %   |
| Разом      | 84                | 100,00 % |